# لوئیس مایدانا
لوئیس مایدانا (اسپانیایی: Luis Maidana‎؛ زادهٔ ۲۲ فوریهٔ ۱۹۳۴) بازیکن فوتبال اهل اروگوئه بود.
از باشگاه‌هایی که در آن بازی کرده‌است می‌توان به باشگاه فوتبال پنیارول اشاره کرد.
وی همچنین در تیم ملی فوتبال اروگوئه بازی کرده‌است.